# Hénade
L'hénade est un terme philosophique dérivé du grec ancien. Opposée à la monade fermée et complexe, l'hénade évoque l'unité comme principe d'une succession.